# Лорел (Айова)
Лорел (англ. Laurel) — місто (англ. city) в США, в окрузі Маршалл штату Айова. Населення — 220 осіб (2020).

## Географія
Лорел розташований за координатами 41°53′3″ пн. ш. 92°55′20″ зх. д. / 41.88417° пн. ш. 92.92222° зх. д. (41.884062, -92.922164).  За даними Бюро перепису населення США в 2010 році місто мало площу 0,65 км², уся площа — суходіл.

## Демографія
Згідно з переписом 2010 року, у місті мешкало 239 осіб у 109 домогосподарствах у складі 64 родин. Густота населення становила 368 осіб/км².  Було 122 помешкання (188/км²).
Расовий склад населення:
| - 98,7 % — білих - 0,4 % — чорних або афроамериканців - 0,4 % — азіатів |

До двох чи більше рас належало 0,4 %. Частка іспаномовних становила 2,1 % від усіх жителів.
За віковим діапазоном населення розподілялося таким чином: 25,5 % — особи молодші 18 років, 56,5 % — особи у віці 18—64 років, 18,0 % — особи у віці 65 років та старші. Медіана віку мешканця становила 43,8 року. На 100 осіб жіночої статі у місті припадало 99,2 чоловіків;  на 100 жінок у віці від 18 років та старших — 97,8 чоловіків також старших 18 років.
Середній дохід на одне домашнє господарство  становив 49 871 долар США (медіана — 41 477), а середній дохід на одну сім'ю — 61 450 доларів (медіана — 50 000). За межею бідності перебувало 11,1 % осіб, у тому числі 11,7 % дітей у віці до 18 років та 14,3 % осіб у віці 65 років та старших.
Цивільне працевлаштоване населення становило 146 осіб. Основні галузі зайнятості: освіта, охорона здоров'я та соціальна допомога — 26,7 %, роздрібна торгівля — 17,1 %, виробництво — 16,4 %.